# Lac au Lard
Pour les articles homonymes, voir Lard (homonymie).
Le lac au Lard s'avère le principal plan d'eau du versant du ruisseau du Lac au Lard, situé en Haute-Batiscanie, dans la ville de La Tuque, dans la région administrative de la Mauricie, dans la province Québec, au Canada.
La foresterie constitue la principale activité économique du secteur; les activités récrétouristiques, en second,.
La surface du lac au Lard est généralement gelée du début décembre à la fin mars; toutefois, la circulation sécuritaire sur la glace se fait généralement de fin décembre à début mars.

## Géographie
Le lac au Lard comporte une longueur de 6,9 km, une largeur de 0,7 km et une altitude de 321 m.
Ce lac est fait en longueur. Un pont routier de la route forestière R0400 coupe la partie nord du lac, formant ainsi une baie s'étirant sur 1,6 km vers le nord-ouest.
Le lac au Lard comporte plusieurs petites baies.
L'embouchure du lac au Lard est située à 12,0 km au Nord-Ouest de l’embouchure de la confluence de la rivière Jeannotte avec la rivière Batiscan, près de laquelle passe le chemin de fer du Canadien National, et à 9,6 km à l'est du Petit lac Wayagamac.
À partir de l’embouchure du lac au Lard, le courant descend successivement vers le nord-est sur 1,9 km, sur 20,8 km d'abord vers le sud puis vers l’est le cours de la rivière Jeannotte, et sur km le cours de la rivière Batiscan vers le sud laquelle se déverse sur la rive nord-ouest du fleuve Saint-Laurent.

## Toponymie
Le toponyme « lac au Lard » a été officialisé le 5 décembre 1968 à la Banque des noms de lieux de la Commission de toponymie du Québec.